# 실루리아기
| 오르도비스기 ← 실루리아기 → 데본기 443.8 – 419.2 백만년 전 |                                     |
| 평균 O2 농도                                               | 약 17.5 Vol % (현재의 88 %)         |
| 평균 대기 CO2 농도                                         | 약 4000 ppm (산업 시대 이전의 14배) |
| 평균 표면 온도                                             | 약 17 °C (현재보다 3 °C 높음)       |

실루리아기(Silurian Period)는 고생대의 6개 기 중 세번째 기이다. 4억 4370±15만 년 전에 오르도비스기가 끝나면서 시작되었다가 4억 1600±28만 년 전 데본기의 시작과 함께 끝났다. 다른 지질시대와 마찬가지로 암석에서의 시작과 끝은 명확하게 정의되었지만 해당되는 시간은 500만 년에서 1000만 년 정도의 오차를 가지고 있다. 실루리아기의 최하부층은 해양 생물 속의 60%가량이 멸종한 오르도비스기-실루리아기 대량멸절로 정해진다. 

## 특징
실루리아기에는 광합성 생물의 광합성 부산물로 산소가 발생하여 오존층이 생성되고 대체로 온난하여 최초의 육상 생물이 출현하였고, 절지동물은 야행성으로 오존층이 완전하지 않아도 육지를 돌아다닐 수 있었다.

## 대한민국
회동리층은 일반적으로 실루리아기에 해당하는 지층으로 간주된다. 영흥층은 일반적으로 오르도비스기의 지층으로 간주되나 이 지층의 일부 코노돈트 화석이 실루리아기를 지시한다.